# Bruno J. Böttge
Bruno J. Böttge (* 11. Februar 1925 in Teutschenthal; † 5. November 1981 in Dresden) war ein deutscher Filmregisseur auf dem Gebiet der Silhouetten-Animation. Er gilt als Nestor dieses Fachs in der DDR.

## Leben und Werk
Bruno J. Böttge absolvierte eine Ausbildung zum Technischen Zeichner. Von 1946 bis 1951 war er als Aufnahmeleiter, Kameramann und Regieassistent in Halle (Saale) tätig. Ab 1951 experimentierte er am DEFA-Studio für populärwissenschaftliche Filme im Bereich der Silhouetten-Animation. Es entstand unter anderem der heute verschollene zweiminütige Kurzfilm Zacha-Rias (1952), ein anti-westlicher Propagandafilm, der laut der DEFA-Stiftung dazu beitragen sollte, die Trickfilm-Produktion der DEFA „in großem Umfang in Gang zu setzen“. Mit Der Wolf und die sieben Geisslein (1953) entstand Böttges erster Silhouettenfilm, der auch vertont wurde. Böttges nachfolgender Film Die Bremer Stadtmusikanten (1954) lief auch auf der Mannheimer Kultur- und Dokumentarfilmwoche.
Ab 1955 wirkte Böttge am neugegründeten DEFA-Studio für Trickfilme in Dresden und baute dort die Abteilung Silhouettenfilm auf. Künstlerisches Vorbild Böttges war Lotte Reiniger, mit der er per Brief in regelmäßigem Austausch stand. Bis 1981 schuf Böttge bei der DEFA mehr als 40 Filme für das Kino. 1959 drehte er mit Warum jeder ein Körnchen Weisheit besitzt erstmals einen farbigen Silhouettenfilm. Böttges Filme liefen auf zahlreichen internationalen Kinder- und Animationsfilmfestivals, unter anderem in Montevideo, Tampere und Venedig. 1974 realisierte er in Co-Produktion mit dem italienischen Filmstudio Corona Cinematografica den Film Die Prinzessin und der Ziegenhirt.
Bruno J. Böttge starb 1981 – nur wenige Monate nach Lotte Reiniger – im Alter von 56 Jahren in Dresden. Sein letztes Filmprojekt Die kleine Hexe wurde von Manfred Henke fertiggestellt. Das Kinderfilmfestival Goldener Spatz würdigte Böttge 1983 mit einer großen Werkschau. 
In Erinnerung an den Regisseur kuratierte die Kunsthistorikerin Barbara Barlet für das Deutsche Institut für Animationsfilm (DIAF) Mitte der 1990er-Jahre die Ausstellung SCHWARZ WEISS. Der Silhouettenfilm des DEFA-Studios für Trickfilme Dresden, die insbesondere das filmische Schaffen Böttges in den Mittelpunkt stellte. 
2019 übernahm das DIAF Böttges Nachlass, der laut Angaben der Einrichtung „neben hunderten Silhouettenfiguren auch umfangreiche Arbeitsmaterialien, darunter Drehbuchentwürfe und Skizzen, filmbegleitendes Material wie Filmplakate und Zeitungsausschnitte sowie Dokumente, Auszeichnungen und Korrespondenzen aus dem persönlichen Besitz des Filmemachers“ umfasst.

## Filmografie (Auswahl)
- 1952: Zacha-Rias (verschollen)
- 1953: Der Wolf und die sieben Geisslein
- 1954: Die Bremer Stadtmusikanten
- 1954: Der Teufel und der Drescher
- 1955: Der Wettlauf zwischen Hase und Igel
- 1956: König Drosselbart
- 1956: Prinzessin Springwasser
- 1956: Die Zauberschere
- 1956: Frechheit siegt nicht
- 1957: Die Geschenke des Graumännchens
- 1957: Der Wunschring
- 1958: Der Zweikampf
- 1958: Ich sehe das so!
- 1958: Das konnte schief gehen
- 1959: Rumpelstilzchen
- 1959: Warum jeder ein Körnchen Weisheit besitzt
- 1960: Der Nachtschmied zu Görlitz
- 1960: Wie Bremsheini die Heinzelmännchen fand
- 1961: Da helfen keine Pillen
- 1962: Der goldene Schützen
- 1962: Eichhörnchen Pinselohr
- 1963: Gegner nach Maß
- 1963: Die Henne mit den falschen Hühnchen
- 1964: Pünktchen
- 1964: Die Wunschmühle
- 1965: Ent- oder weder
- 1968: Das Waldhaus
- 1968: Haltet beides gut zusammen
- 1968: Kinder, Kinder
- 1969: Der Teufel aus der Flasche
- 1970: Wie man den Drachen bändigt
- 1970: Liebe und Computer
- 1972: Das kühne Mädchen
- 1972: Lieber Mohr – Persönliche Erinnerungen an Karl Marx von Paul Lafargue
- 1974: 30. Jahrestag der Befreiung vom Faschismus
- 1974: Die Prinzessin und der Ziegenhirt
- 1974: Nicht mit mir
- 1974: Die rote Blume
- 1975: Wie man Berge versucht
- 1976: Es blühen die roten Nelken – Geschichte und Geschichten einer Arbeiterfamilie
- 1978: Peter vom Rosenhügel
- 1978: Spiel mit dem Feuer
- 1980: Fisch oder Angel?
- 1980: Die Söhne des Holzfällers
- 1980: Besuch vom anderen Stern
- 1981: Die Drachen
- 1982: Die kleine Hexe

## Auszeichnungen (Auswahl)
- 1971: Martin-Andersen-Nexö-Kunstpreis
- 1971: Artur-Becker-Medaille in Gold
- 1972: Preis der Stadt Venedig beim 13. Festival für Kinderfilme der Stadt für Der Teufel aus der Flasche
- 1973: 1. Preis für die beste Kinderfilm-Serie beim Internationalen Kurzfilmfestival Tampere für Liebe und Computer
- 1973: Spezialpreis der internationalen Jury beim Internationalen Filmfestival von Gijón für Das kühne Mädchen
- 1977: Kunstpreis der DDR
- 1977: Johannes-R.-Becher-Medaille in Silber
- 1978: Aktivist der sozialistischen Arbeit
- 1983: Goldener Spatz in der Kategorie Animationsfilm für Die kleine Hexe (postum)